# Suicide Is Painless
Suicide Is Painless è una canzone scritta da Johnny Mandel (musica) e Mike Altman (testo), conosciuta soprattutto come colonna sonora del film M*A*S*H e sigla della serie televisiva omonima. Il titolo completo è Song from M*A*S*H (Suicide Is Painless). Mike Altman è figlio di Robert Altman, regista del film, e aveva solo 14 anni quando ha scritto il testo.
La canzone è 66º nella AFI's 100 Years... 100 Songs, una classifica delle migliori canzoni del cinema americano.
Canzone dal testo che inneggia al suicidio (il suicidio non è doloroso), fu reincisa da vari cantanti, tra cui i Manic Street Preachers nel 1992, da Marilyn Manson nel 2000, dai Barði Jóhannsson e Keren Ann hanno nel 2003 e da Amanda Lear nel 2009.
In Italia la cover della canzone fu incisa dai Ricchi e Poveri nel 1970, col titolo di "Al molo", col testo di Franco Califano e Carla Vistarini, nel primo album del gruppo.

## Cover dei Manic Street Preachers
I Manic Street Preachers hanno realizzato una cover della canzone nel 1992.